# SPS Commerce
SPS Commerce, Inc. (укр. АТ «ЕсПіЕс Коммерс»)  – американська міжнародна технологічна компанія зі штаб-квартирою у Міннеаполісі, штат Міннесота, що займається розробкою хмарних EDI рішень для роздрібних торговців, корпорацій-постачальників, логістичних компаній та торговельних партнерів.  

## Історія
Компанія була заснована у 1987 році під назвою St. Paul Software. У травні 2001 року компанію було перейменовано на SPS Commerce.   
У квітні 2010 компанія розмістила свої акції на американському позабіржевому ринку цінних паперів NASDAQ. 
Трохи згодом SPS Commerce придбала Direct EDI, компанію із надання послуг з електронного обміну даними із головним офісом у Сан-Дієго. Із придбанням Direct EDI до штату SPS Commerce додалися 40 співробітників із Сан-Дієго та розробницька група в Україні. У 2012 році SPS Commerce придбала аналітичну компанію під назвою Edifice зі штаб-квартирою у Нью-Джерсі, у 2014 – австралійську компанію LeadTec, фахівця із розробки рішень для поліпшення управління ланцюгами постачання, на початку 2016 року - канадську аналітичну компанію Toolbox Solutions, що, крім продуктів для аналізу даних, також розробляє рішення для управління асортиментом по товарних категоріях, а у 2018 році ще дві приватні компанії, EDIAdmin та CovalentWorks.   

## Продукти та послуги

### Платформа SPS Commerce[5]
Компанія SPS Commerce створила одну з найбільших існуючих мереж для взаємодії торговельних партнерів. За допомогою низки хмарних рішень і сервісів, постачальники, дистриб'ютори, роздрібні торговці та інші торговельні партнери мають змогу управляти замовленнями і показниками продажів, а також знаходити нових постачальників. Близько 80 000 клієнтів у більш ніж 60 країнах світу використовують цю платформу для покращення показників своїх торговельних відносин.
Платформа SPS Commerce змінює традиційну побудову систем електронної торгівлі, в яких кожен торговельний партнер має створювати окремий зв'язок із кожним новим партнером. Вона працює таким чином, що організації достатньо мати один зв'язок із мережею SPS Commerce, щоб без перешкод вести електронний обмін даними з будь-якою з організацій у цій мережі.
Окрім того, ця платформа підтримує і постійно оновлює зв'язки з роздрібними торговцями, адаптуючи ці зв'язки до змін у правилах обміну документами, що періодично ініціюються роздрібними торговцями. Завдяки цьому, постачальники не мусять самостійно адаптуватись до цих змін, як у випадку з традиційною системою електронного обміну даними.

### Рішення для користувачів[5]
Маючи один зв'язок із платформою SPS Commerce, клієнт отримує доступ до низки рішень, що надаються через хмарні сервіси. Використання рішень на хмарній основі скорочує витрати постачальників пов'язані із використанням програмного забезпечення, що має бути придбаним і встановленим на комп'ютер.

#### Фулфілмент для торговельних партнерів
В основі «Фулфілменту для торговельних партнерів» (англ. Trading Partner Fulfillment) полягає автоматизація фулфілменту та заміна або покращення існуючої інфраструктури електронного зв'язку торговельних партнерів, що дає змогу постачальникам слідкувати за всіма етапами виконання замовлення, а також дає їм можливість вести електронний обмін інформацією з великою кількістю торговельних партнерів використовуючи низку різних протоколів.

#### Аналітика для торговельних партнерів
«Аналітика для торговельних партнерів» (англ.Trading Partner Analytics) - це аналітичне рішення, що дає змогу торговельним партнерам краще бачити і аналізувати етапи ланцюга постачання. Якщо, наприклад, увага користувача націлена на дані про точки збуту, за допомогою цього рішення вони можуть досягти того, щоб найбільша кількість товарів знаходилась в місцях з найвищим попитом. Якщо мова йде про роздрібних торговців, вони отримують інформацію про показники роботи постачальників, а також мають більше розуміння щодо співвідношення  роздрібних продажів до первинної кількості товарів доставлених оптово.

#### Рішення для управління асортиментом по товарних категоріях
«Рішення для управління асортиментом по товарних категоріях для торговельних партнерів» (англ.Trading Partner Assortment). Враховуючи велику кількість інформації, що має бути представлена про кожну одиницю товару (як наприклад, фото або відео огляд, опис товару, характеристики, інформація про наявність на складах і т.ін.), це рішення має на меті полегшення управління цією інформацією, і, як наслідок, більш точні замовлення, що виконуються швидше.

#### Пошук постачальників для торговельних партнерів
«Пошук постачальників для торговельних партнерів» (англ.Trading Partner Sourcing). Для поліпшення пошуку постачальників було створено «Всесвіт роздрібної торгівлі» (англ. Retail Universe) - соціальну мережу, створену для торгівельних партнерів, що дає змогу учасникам роздрібної торгівлі налагоджувати нові зв'язки.

#### Розвиток спільноти для торговельних партнерів
«Розвиток спільноти для торговельних партнерів» (англ. Trading Partner Community Development) надає торговельним партнерам доступ до низки програм для спілкування, що мають на меті створити більше можливостей для зв'язку та укріплення торгових відносин між торговельними партнерами.
Платформа SPS Commerce включає й інші рішення для торговельних партнерів, такі як додатки для створення етикеток зі штрих-кодами, створення планограм (зображень викладки товару на конкретному торговельному обладнанні магазину) та додаток Scan & Pack (укр. »Відскануй та запакуй»), що спрощує створення та надсилання документів про комплектацію та упаковку товарів.   

## Клієнти та партнери
Торговельними партнерами (клієнтами) SPS Commerce, окрім інших, є такі компанії як Nike, Amazon, Cotsco, Target, Walmart та The Home Depot.  

## Офіси та представництва
Офіси компанії знаходяться як на території Сполучених Штатів Америки (у Міннеаполісі та Нью Джерсі), так і за кордоном у Пекіні, Гонконзі, Мумбаї, Сіднеї, Мельбурні, Лондоні, Торонто та Києві. 

## SPS Ukraine
У київському офісі SPS Commerce, що є одним з провідних центрів розробки та досліджень компанії, працюють близько 80 розробників. Команди використовують такі технології, як Python, Java, JavaScript, C#, React, Amazon Web Services, Azure, Redis, MySQL, PostgreSQL, Kubernetes та інші для забезпечення надійності та масштабованості систем, що мають витримувати великі навантаженні. Дізнатися більше про український офіс компанії можна на її місцевих сторінках у соціальних мережах, а саме у Facebook (https://www.facebook.com/SPS.Ukraine/ [Архівовано 10 травня 2019 у Wayback Machine.]),  YouTube (https://www.youtube.com/channel/UCSnPz1EnRciEZWinMnfGL8g [Архівовано 5 травня 2019 у Wayback Machine.]) та dou.ua (https://jobs.dou.ua/companies/sps-ukraine/ [Архівовано 5 травня 2016 у Wayback Machine.]).  

## Блог та інші медіа
Спеціалісти компанії ведуть професійний R&D-блог, у якому розміщують власні аналітичні статті на актуальні теми індустрії роздрібної торгівлі, електронної комерції та інформаційних технологій. Окрім цього, про діяльність компанії можна дізнатися на її сторінках на Facebook (https://www.facebook.com/SPSCommerceInc/ [Архівовано 11 травня 2019 у Wayback Machine.]), Twitter (https://twitter.com/sps_commerce [Архівовано 8 травня 2019 у Wayback Machine.]), LinkedIn (https://www.linkedin.com/company/sps-commerce/ [Архівовано 8 лютого 2016 у Wayback Machine.]), Instagram (https://www.instagram.com/spscommerce/?hl=ru) та YouTube (https://www.youtube.com/user/SPSCommerce [Архівовано 8 травня 2019 у Wayback Machine.]). 